# Vithalsat piggsvin
Vithalsat piggsvin (Hystrix indica) är en däggdjursart som beskrevs av Kerr 1792. Hystrix indica ingår i släktet egentliga piggsvin och familjen jordpiggsvin. IUCN kategoriserar arten globalt som livskraftig. Inga underarter finns listade.

## Utseende
Arten är med en vikt av 11 till 18 kg en medelstor medlem i släktet egentliga piggsvin. Den blir 70 till 90 cm lång (huvud och bål) och har en 8 till 10 cm lång svans. Ovansidan är täckt av många taggar som varierar i längd och tjocklek. Kortare taggar är vanligen tjockare. De längsta taggarna med en längd på 15 till 30 cm börjar vid axlarna. Taggarna har brun eller svart grundfärg och flera vita band. Några taggar är ihåliga och med deras hjälp kan det vithalsade piggsvinet framkalla ett skallande ljud för att varna artfränder för fiender. På svansen är taggarna kortare och vitaktiga. Arten är dessutom utrustad med breda tassar och bakfötter som bär kraftiga klor. Det svenska trivialnamnet syftar på vitaktiga borstiga hår på halsens undersida som förekommer hos flera, men inte alla individer.

## Utbredning och habitat
Piggsvinet förekommer i västra och sydvästra Asien från västra Turkiet och Israel till Kazakstan, Indien och Sri Lanka. Isolerade populationer finns i Saudiarabien och Jemen. Arten vistas i olika habitat som skogar, busk- och gräsmarker samt jordbruksmark och trädgårdar.

## Ekologi
Individerna är aktiva på natten och vilar på dagen i grottor, i bergssprickor eller i underjordiska håligheter. Boet grävs vanligen själv och har en längre tunnel samt en större kammare. Vithalsat piggsvin äter främst växtdelar som frukter, spannmål och rötter. Ibland gnager det på ben eller på mineraler. I jordbruksområden betraktas arten som skadedjur på grönsaker.
Arten jagas av stora kattdjur som tiger och leopard samt av människor.
En hane och en hona lever vanligen i monogama par. Efter dräktigheten som varar cirka 240 dagar föds två till fyra ungar. Ungarna har vid födelsen öppna ögon och redan mjuka taggar.